# Dalmatinska nogometna liga – Južna skupina 1970./71.
Dalmatinska nogometna liga – Južna skupina (također i kao Dalmatinska nogometna liga – Jug) je bila jedna od dvije skupine Dalmatinske nogometne lige u sezoni 1970./71., trećeg stupnja nogometnog prvenstva Jugoslavije. 
 
Sudjelovalo je 10 klubova, a prvak je bila "Neretva" iz Metkovića.

## Ljestvica
| mj. | klub              | ut. | pob. | ner. | por. | gol+ | gol- | bod |
| --- | ----------------- | --- | ---- | ---- | ---- | ---- | ---- | --- |
| 1.  | Neretva Metković  | 18  | 14   | 4    | 0    | 42   | 5    | 32  |
| 2.  | Zmaj Makarska     | 18  | 9    | 6    | 3    | 36   | 19   | 24  |
| 3.  | Omiš              | 18  | 9    | 4    | 5    | 30   | 15   | 22  |
| 4.  | Orkan Dugi Rat    | 18  | 8    | 2    | 8    | 33   | 32   | 18  |
| 5.  | Dubrovnik         | 18  | 8    | 2    | 8    | 25   | 25   | 18  |
| 6.  | Urania Baška Voda | 18  | 6    | 6    | 6    | 27   | 29   | 18  |
| 7.  | Slaven Gruda      | 18  | 6    | 3    | 9    | 25   | 41   | 15  |
| 8.  | Jadran Tučepi     | 18  | 5    | 3    | 10   | 17   | 40   | 13  |
| 9.  | Neretvanac Opuzen | 18  | 4    | 3    | 11   | 19   | 39   | 11  |
| 10. | Jadran Ploče      | 18  | 3    | 3    | 12   | 22   | 34   | 9   |

## Rezultatska križaljka
| kratica | klub              | DUB | JADP | JADT | NERM     | NERO | OMIŠ     | ORK | SLA | URA | ZMAJ |
| --- | ----------------- | --- | ---- | ---- | -------- | ---- | -------- | --- | --- | --- | ---- |
| DUB | Dubrovnik         |     |      | 4:1  |          |      |          | 0:1 |     |     | 0:1  |
| JADP | Jadran Ploče      |     |      | 1:2  |          |      |          | 1:2 |     |     | 1:1  |
| JADT | Jadran Tučepi     | 0:2 | 2:3  |      | 0:4      | 3:0  | 0:0      | 2:1 | 1:1 | 1:0 | 0:4  |
| NERM | Neretva Metković  |     |      | 4:0  |          |      |          | 6:0 |     |     | 4:1  |
| NERO | Neretvanac Opuzen |     |      | 4:0  |          |      |          | 5:2 |     |     | 0:0  |
| OMIŠ | Omiš              |     |      | 5:0  |          |      |          | 2:0 |     |     | 4:1  |
| ORK | Orkan Dugi Rat    | 4:1 | 2:0  | 2:2  | 0:3 p.f. | 4:1  | 3:0 p.f. |     | 5:1 | 4:0 | 1:1  |
| SLA | Slaven Gruda      |     |      | 1:0  |          |      |          | 1:0 |     |     | 1:4  |
| URA | Urania Baška Voda |     |      | 3:1  |          |      |          | 3:1 |     |     | 2:2  |
| ZMAJ | Zmaj Makarska     | 1:0 | 2:1  | 1:2  | 0:0      | 3:0  | 4:0      | 3:2 | 6:0 | 1:1 |      |
| |                   |     |      |      |          |      |          |     |     |     |      |
| podebljan rezultat - utakmice od 1. do 9. kola (1. utakmica između klubova) rezultat normalne debljine - utakmice od 10. do 18. kola (2. utakmica između klubova) rezultat nakošen - nije vidljiv redoslijed odigravanja međusobnih utakmica iz dostupnih izvora rezultat nakošen i smanjen * - iz dostupnih izvora nije uočljiv domaćin susreta prekrižen rezultat - poništena ili brisana utakmica p - utakmica prekinuta 3:0 p.f. / 0:3 p.f. - rezultat 3:0 bez borbe |                   |     |      |      |          |      |          |     |     |     |      |

 Izvori: 

## Za prvaka Dalmatinske lige
Igrano 6. i 13. lipnja 1971. 
| Solin |  | – |  | Zmaj Makarska |  | 1:1, 4:2 |

 Izvori: